# Thông Châu, Nam Thông

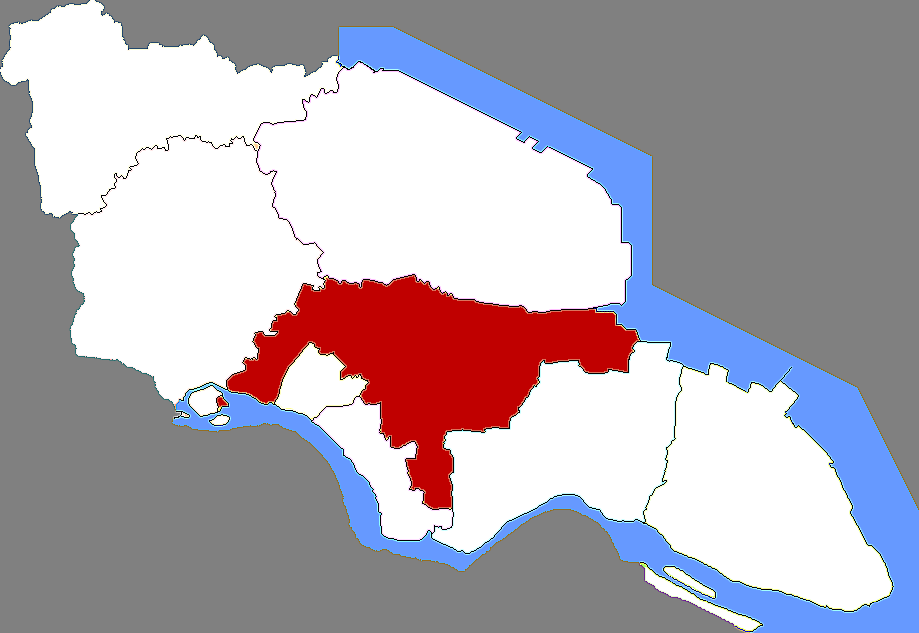
Thông Nam, Nam Châu

Thông Châu (chữ Hán giản thể: 通州区) là một khu (quận) thuộc địa cấp thị Nam Thông, tỉnh Giang Tô, Cộng hòa Nhân dân Trung Hoa. Quận này có diện tích 1351 ki-lô-mét vuông, dân số năm 2002 là 1,28 triệu người. Mã số bưu chính là 226300, mã vùng điện thoại là 0513. Chính quyền quận đóng ở trấn Kim Sa. Về mặt hành chính, quận này được chia thành 3 nhai đạo, 20 trấn. Tổng cộng có 376 thôn, 52 khu xã. Trước năm 2010, Thông Châu là một huyện cấp thị của Nam Thông.
- Trấn: Kim Sa, Tây Đình, Nhị Giáp, Đông Xã, Tam Dư, Thập Tổng, Ký Ngạn, Ngũ Giáp, Thạch Cảng, Tứ An, Lưu Kiều, Bình Triều, Bình Đông, Ngũ Tiếp, Hưng Nhân, Hưng Đong, Trương Chi Sơn, Xuyên Cảng, Tiên Phong, Khương Táo.